# Colleen (sjö i Antarktis)
Colleen är en sjö i Antarktis. Den ligger i Östantarktis. Nya Zeeland gör anspråk på området. Colleen ligger 665 meter över havet.